# Лин Улман
Лин Улман (енгл. Karin Beate Linn Ullmann; рођена 9. августа 1966) је норвешка ауторка и новинарка. Лин Улман је такође и истакнута књижевна критичарка. Пише колумну за водеће норвешке јутарње новине и објавила је шест романа.

## Детињство и младост
Лин Улман је рођена у Ослу у Норвешкој, ћерка норвешке глумице, ауторке и режисерке Лив Улман и шведског редитеља и сценаристе Ингмара Бергмана. Одрасла је у Њујорку  и Ослу.
Лин Улман је похађала професионалну дечју школу на Манхатну. Када је имала петнаест година, „избачена је“ (како каже) из Норвешке националне опере и балета. Похађала је школу Џулијард као потенцијална плесачица  и дипломирала на Универзитету у Њујорку, где је студирала енглеску књижевност и започела рад на докторату.

## Каријера
Када је 1998. објављен њен први и критички хваљени роман Пре него што заспиш (Before You Sleep), била је већ позната као утицајни књижевни критичар. Њен други роман Кад сам код тебе (Stella Descending) објављен је 2001. године, а трећи роман Милост (Grace) објављен је 2002. За Милост је Улман добила књижевну награду "The Readers' Prize" у Норвешкој, а Милост је престижни лист Weekendavisen у Данској те године прогласио једним од десет најбољих романа. 2007. године Милост је ушла у ужи избор за Независну награду за страну фантастику у Великој Британији, а марта исте године норвешко позориште Riksteatret одиграло је успешну серију позоришне представе Grace, засноване на роману.
Улманов четврти роман Блажено дете (A Blessed Child) објављен је у Норвешкој у јесен 2005. године, а ушао је у ужи избор за престижну норвешку награду за књижевност - the Brage Prize. 2007. године награђена је наградом Amalie Skram  за свој књижевни рад, а за своје новинарство добила је Gullpennen (Златно перо) у водећим норвешким јутарњим новинама  Aftenposten. 2008. године, Блажено дете је проглашено најбољим преведеним романом у британским новинама The Independent, а 2009. роман је уврштен у дужи списак Независне награде  у Великој Британији и Међународне књижевне награде IMPAC Даблин у Ирској. Улманови романи објављени су широм Европе и Сједињених Држава и преведени су на 30 језика.
Лин Улман је суоснивач (2009) и бивши уметнички директор међународне фондације резиденције уметника The Bergman Estate на Фароу.
Била је члан жирија за главно такмичење на Филмском фестивалу у Кану 2011. године.
Пети роман Лин Улман, Хладна песма (The Cold Song), објављен је у Норвешкој 24. новембра 2011.
Улман се 2015. појавила као истакнути аутор, на водећем семинару за писање, на годишњем Ретландском повлачењу у Реикјавику на Исланду.
Године 2018. објавила је роман Неспокојни (De urolige) којег су скандинавски критичари назвали "књижевним ремек-делом".
Улман је удата за Нилс Фредрик Дала, романописца, драмског писца и песника. Са сином живи у Ослу.

## Литерарни рад
- Пре него што заспиш (Before You Sleep) (Før du sovner) 1998
- Кад сам код тебе (Stella Descending) (Når jeg er hos deg) 2001
- Милост (Grace) (Nåde) 2002
- Блажено дете (A Blessed Child) (Et Velsignet Barn) 2005
- Хладна песма (The Cold Song) (Det dyrebare) 2011
- Неспокојни (De urolige) 2018

## Књижевне награде
- Gold Pen (Норвешка) (2007)
- Amalie Skram Prize (Норвешка) (2007)
- Norwegian Readers' Prize (Норвешка) (2002)
- Награда Доблоуг у 2017. години за целокупно стваралаштво које додељује Шведска академија.[9]